# Babuyanöarna
Babuyanöarna är en ögrupp i Filippinerna, norr om Luzon.
Öarna är fruktbara och har rika odlingar av jams, bananer och kokosnötter.